# Lovesick (Fernsehserie)
Lovesick ist eine britische Sitcom. Die erste Staffel wurde ursprünglich vom 2. Oktober bis zum 6. November 2014 unter dem Namen Scrotal Recall auf Channel 4 ausgestrahlt. 2016 übernahm Netflix die Serie und gab eine zweite Staffel in Auftrag, die von Clerkenwell Films und BBC Worldwide produziert wurde. Die zweite Staffel erschien am 17. November 2016, die dritte Staffel am 1. Januar 2018 weltweit auf Netflix.

## Handlung
Die Serie folgt Dylan, der nach einer Chlamydien-Infektion versucht, alle seine vorherigen Sex-Partnerinnen in alphabetischer Reihenfolge zu informieren. Seine Begegnungen mit diesen Frauen werden üblicherweise in Rückblenden erzählt. Außerdem spielen sein Mitbewohner Luke und seine ehemalige Mitbewohnerin Evie, die offenbar lange Zeit heimlich in ihn verliebt war, eine große Rolle in seinem Leben. Besonders die Beziehung zu Evie steht öfter im Fokus der Serie, da sie verlobt ist und somit eine Liebesbeziehung zwischen Dylan und ihr aussichtslos scheint.

## Rezeption
Der Guardian lobt die Serie für ihr „infectious concept that ingeniously allows a wide range of embarrassing social situations to be examined“. Die Serie war außerdem in den Kategorien Bestes Drehbuch und Beste Regie (Fernsehen) für zwei BAFTA Scotland Awards nominiert.